# Міхелаша-Ноуе
Міхелаша-Ноуе (рум. Mihălașa Nouă) — село у Теленештському районі Молдови. Адміністративно підпорядковане місту Теленешти.

## Населення
За даними перепису населення 2004 року у селі проживали 303 особи.
Національний склад населення села:
| Національність   | Кількість осіб | Відсоток   |
| ---------------- | -------------- | ---------- |
| молдавани румуни | 300 2          | 99,0% 0,7% |
| українці         | 1              | 0,3%       |
| Всього           | 303            | 100%       |